# L.A. (Amy Macdonald)
"L.A." je pjesma škotske pjevačice Amy Macdonald, objavljena kao treći singl s njenog debitanskog albuma This Is the Life. Digitalni download i CD singl objavljeni su 15. listopada 2007. godine; uz ta dva izdanja izašla je i vinilna inačica singla. Pjesma, koju je napisala Amy, a producirao ju je Pete Wilkinson, našla se na broju 48 britanske ljestvice. Premda su mediji tvrdili da je pjesma posvećena glumcu Jakeu Gyllenhaalu, Amy je 20. travnja 2008. u radijskom intervjuu to zanijekala.

## Videospot
U spotu za pjesmu "L.A." Amy sjedi u svom kombiju i svira gitaru, a kasnije izvodi uživo svoje pjesme. Video se snimao u španjolskoj Málagi.

## Popis pjesama
CD 1
1. LA
2. Mr Brightside

CD 2
1. LA
2. Mr Rock 'n' Roll (Uživo s King Tut's)
3. Footballer's Wife (Uživo s King Tut's)

7" vinil
1. LA
2. Footballer's Wife (Uživo s King Tut's)

## Ljestvice
Pjesma je fizički objavljena samo u Ujedinjenom Kraljevstvu pa se jedino na toj ljestvici i plasirala.
| Ljestvica              | Najviša pozicija |
| ---------------------- | ---------------- |
| Ujedinjeno Kraljevstvo | 48               |